# كرة مطاطية

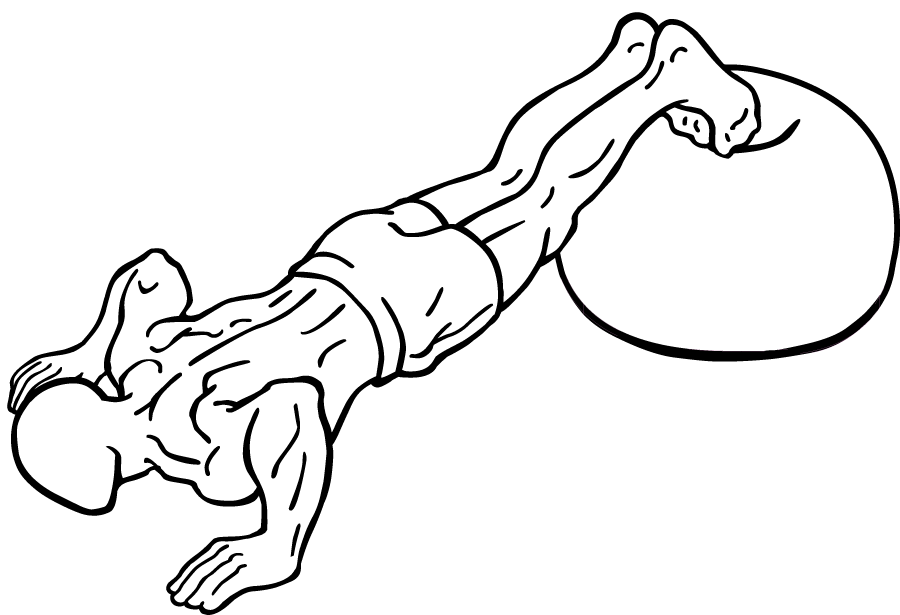
استعمال الكرة في تمرين الضغط.

الكرة المطاطية هي كرة كبيرة تصنع من مادة المطاط، وتملأ بالهواء المضغوط باستعمال منفاخ، وتستعمل في تمارين رياضية متفرقة.